# ESL One: Rio 2020
ESL One: Rio 2020 или ESL Рио 2020 — несостоявшийся шестнадцатый турнир серии Major по Counter-Strike: Global Offensive. Турнир должен был проходить с 9 по 22 ноября 2020 года, а местом соревнований должен был стать Рио-де-Жанейро, Бразилия. В турнире должны были участвовать 14 лучших команд StarLadder Berlin Major 2019 и ещё 10 команд, которые выйдут из региональных отборочных турниров — майноров. Призовой фонд турнира — 2 000 000 $. Этот мейджор должен был стать седьмым, проведённым ESL, и пятым под тегом «ESL One». Мейджор в Рио стал бы единственным мейджором в 2020 году. Это связано с тем, что турнир изначально был назначен на май 2020 года, однако дата была перенесена на осень в связи с пандемией коронавирусной инфекции. Это был бы первый мейджор с призовым фондом 2 000 000 $. Также это был бы первый мейджором, который проходил бы в Южной Америке и четвёртый, который проходил в Америке (тремя другими были MLG Columbus 2016, ELEAGUE Atlanta 2017 и Boston 2018). Турнир был отменён в связи с пандемией коронавирусной инфекции.

## Формат
Турнир должен был проходить по швейцарской системе с применением коэффициента Бухгольца.
Существует четыре региональных квалификатора — майнора: Америка, Азия, СНГ и Европа, в которые входит по 8 команд. Две команды от каждого из них переходят на этап «Новые претенденты». Кроме того, команды, занявшие третье место в своих майнорах, получат второй шанс, в котором команды играют до тех пор, пока их не останется две.
Лучшие 8 команд с турнира StarLadder Berlin Major 2019 известны как легенды, оставшиеся 16 — претенденты.
Мейджор разделён на три этапа: первый этап — «Новые претенденты», в котором участвуют все претенденты, в том числе команды, занявшие с девятого по четырнадцатое место на StarLadder Berlin Major 2019, и десять команд, прошедших через систему майноров. Восемь лучших команд переходят на следующий этап, а остальные восемь команд вылетают.
Второй этап — «Новые легенды». На этом этапе участвуют восемь легенд со StarLadder Berlin Major 2019, и восемь команд с этапа «новых претендентов». Матчи проходят по швейцарской системе до трёх побед. Так же как и с прошлым этапом, после прохождения этапа «Новых легенд» остаётся 8 команд.
Финальный этап — «Новые Чемпионы». Эта стадия включает в себя восемь команд. Этап проводится по олимпийской системе.

### Пул карт
Изменений по сравнению с прошлым мейджором нет.
- Dust II
- Mirage
- Inferno
- Nuke
- Train
- Overpass
- Vertigo

## Майноры
Каждый региональный отборочный турнир под названием «Майноры» состоит из восьми команд. Каждый майнор также имеет призовой фонд в размере 50 000 $, причём первое место получает 30 000 $, второе место — 15 000 $, а третье место — последние 5000 $. Как и предыдущие майноры, ни одна команда не была напрямую приглашена к ним. Все миноры, в отличие от предыдущего мейджора, начались 26 апреля и продлились до 2 мая. Игра за третье место состоялась 3 мая.

### СНГ Майнор
В майноре СНГ должны были участвовать восемь команд. В миноре будут участвовать команды, прошедшие закрытую квалификацию. В закрытом отборочном турнире СНГ должны были участвовать шестнадцать команд: восемь приглашённых команд и ещё восемь команд из четырёх открытых отборочных.

Список участников:
- Winstrike Team
- Gambit Youngsters
- Syman Gaming
- Team Spirit
- ESPADA
- Hard Legion
- Team Unique
- forZe
- Nemiga

### Американский Майнор
В Американском майноре должны были участвовать шесть команд из Северной Америки и две команды из Южной Америки. В североамериканском закрытом отборочном турнире должны были участвовать шестнадцать команд: восемь приглашённых команд и ещё восемь команд из четырёх открытых отборочных.
Список участников:
- FURIA Esports
- Bad News Bears
- Gen.G Esports
- Cloud9
- RED Canids
- BOOM Esports
- Triumph
- Team Envy

### Европейский Майнор
В майноре должны были участвовать 8 команд, прошедших закрытую квалификацию. В европейском закрытом отборочном турнире должны были участвовать шестнадцать команд: восемь приглашённых команд и ещё восемь команд из четырёх открытых отборочных.
Список участников:
- Fnatic
- Complexity Gaming
- Team Heretics
- Ninjas in Pyjamas
- Movistar Riders
- Copenhagen Flames
- GODSENT
- Dignitas

### Азиатский Майнор
В отличие от предыдущего майнора, на нём были представлены 8 команд: две из Австралии и Океании, две из Китая, две из других стран Восточной Азии, одна из Юго-Восточной Азии и одна со Среднего Востока.
Список участников:
- Renegades
- ORDER
- ViCi Gaming
- TYLOO
- Mazaalai
- TIGER
- Lucid Dream
- Camel Riders

### Плей-ин Майнор
В этом отборочном турнире были представлены четыре команды, занявшие третье место среди своего майнор турнира. В конце этого этапа две команды квалифицируются на мейджор. Для этого этапа не предусмотрено призовых.

## Комплектация команд
Легенды
- Astralis
- Natus Vincere
- Evil Geniuses[комм. 2][6]
- Team Liquid
- 100 Thieves[комм. 3][7]
- ENCE
- Virtus.pro[комм. 4][8]
- Team Vitality

Команды, занявшие 9-14 место на StarLadder Berlin Major 2019
- mousesports
- G2 Esports
- FaZe Clan
- MIBR
- c0ntact Gaming[комм. 5][9]
- North

Региональные претенденты
- TBD[комм. 6]
- TBD
- TBD
- TBD
- TBD
- TBD
- TBD
- TBD
- TBD
- TBD

## Этапы

### Новые претенденты
В стадию новых претендентов прошли команды, победившие на майнор-турнирах. Этап проходил с 11 по 14 мая. Матчи игрались в формате best of 1, если же матч решающий и определяет, проигрывает ли турнир команда или проходит в следующую стадию, то матчи проходят в формате best of 3. В стадию «Новых легенд» проходят команды, имеющие за собой три победы, если же команда имеет три поражения, то она покидает турнир. В этом этапе участвуют шестнадцать команд (шесть с предыдущего мейджора и десять с майноров). Лучшие 8 команд проходят в этап «Новые легенды».

### Новые легенды
Этап новых легенд проходил с 16 по 19 мая. В стадию входят 8 команд-легенд с прошлого мейджора и 8 команд из стадии новых претендентов. Система проведения этапа аналогична этапу новых претендентов. Лучшие 8 команд проходят в этап «Новые чемпионы».

### Новые чемпионы
Этап новых чемпионов должен был пройти с 19 по 22 ноября на Олимпийской арене Рио-де-Жанейро. В этапе новых чемпионов приняли бы участие оставшиеся 8 команд, которые боролись бы за звание чемпионов. Команды делились бы на четыре группы по две команды. Матчи должны были играться по олимпийской системе. Все матчи игрались бы в формате best of 3. В конце этого этапа определился бы победитель мейджора.

### Комментарии
1. ↑  Возможный счёт у команд: проход; 3-0, 3-1, 3-2, вылет; 0-3, 1-3, 2-3 (по матчам) .
2. ↑  Состав NRG был выкуплен организацией Evil Geniuses.
3. ↑  Состав Renegades был выкуплен организацией 100 Thieves.
4. ↑  Состав AVANGAR был выкуплен организацией Virtus.pro.
5. ↑  Состав CR4ZY был выкуплен c0ntact Gaming.
6. ↑  Будет определён
7. ↑  До одной победы
8. ↑  До двух побед (по картам)